# Latridius pseudominutus
Latridius pseudominutus är en skalbaggsart som först beskrevs av Embrik Strand 1958.  Latridius pseudominutus ingår i släktet Latridius, och familjen mögelbaggar. Arten är reproducerande i Sverige.